# Очиаури, Ираклий Алексеевич
Ираклий Алексеевич Очиау́ри (груз. ირაკლი ალექსის ძე ოჩიაური; 1924—2015) — советский и грузинский скульптор, мастер чеканки по металлу,,. Заслуженный художник Грузинской ССР (1965).

## Биография
Родился 20 ноября 1924 года в селе Ахиели (ныне Грузия). Незадолго до войны вместе с семьёй переехал в Тбилиси, там окончил среднюю школу. В 1945 году поступил в Тбилисскую академию художеств. Учился у С. Я. Какабадзе и в мастерской Я. И. Николадзе. После окончания в 1951 году Академии художеств, работал на строительстве санатория Министерства угольной промышленности в Цхалтубо. В 1951—1952 годах — скульптор-оформитель на Всесоюзной сельскохозяйственной выставке в Москве. С 1953 года участвовал в художественных выставках, в том же году стал членом СХ СССР.
Был известен как скульптор, возродивший древнее грузинское искусство чеканки по металлу. Для большей выразительности он привнёс в это искусство различные приёмы тонировки и процарапанные свободные рисунки. Последние 20 лет жизни не занимался чеканкой, посвятив себя другим видам скульптуры и живописи.

## Произведения
Очиаури создал портреты Я. Николадзе (1953), 3. Нижарадзе (1960), супруги (1962), студентки (1967), Важа-Пшавелы (1973). Среди других его произведений — пластина «Самаиа» (медь, 1962, Картинная галерея Грузии, Тбилиси), рельефы для Дворца бракосочетаний (Тбилиси, 1964), чеканные пластины в здании Грузинской советской энциклопедии (Тбилиси), панно «Похищение Солнца» для павильона СССР на Всемирной выставке в Осаке (медь, 1970, министерство культуры СССР, Москва). Очиаури является автором монументальных композиций «Море» (Пицунда, 1970), «Важа-Пшавела» (Тбилиси, 1973), «Победа, мать благодарящая» (Тбилиси, 1981).

## Награды и премии
- Государственная премия СССР (1971) — за чеканные пластины во Дворце бракосочетания и в здании Грузинской советской энциклопедии в Тбилиси; чеканное панно «Похищение солнца» на Всемирной выставке «Экспо-70» в Осаке и чеканные пластины из серии «Песнь о Грузии»
- Государственная премия Грузинской ССР имени Шота Руставели
- заслуженный художник Грузинской ССР (1965)